# 1074
El 1074 (MLXXIV) fou un any comú començat en dimecres del calendari julià.

## Esdeveniments
- Declaració obligatòria dels béns personals a la Xina
- Comença la reforma gregoriana

## Naixements
- Oriola: Abu-Muhàmmad Abd-Al·lah ibn Alí ar-Ruixatí, historiador